# 大阪市交通局10系電車

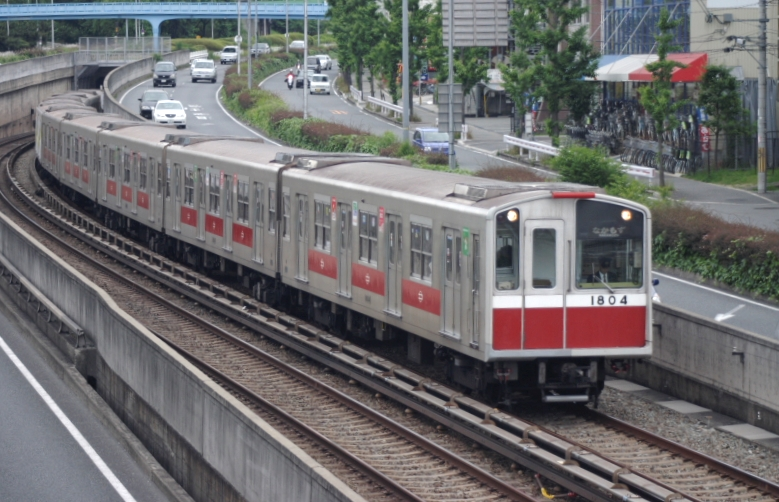
10系未更新車

大阪市交通局10系電車（おおさかしこうつうきょく10けいでんしゃ）は、かつて存在した大阪市交通局の地下鉄（高速電気軌道）用通勤形電車である。2018年（平成30年）4月の大阪市交通局民営化に伴い、大阪市高速電気軌道（愛称:Osaka Metro）に継承された。
本記事では本系列に編入した20系電車（初代）とVVVFインバータ制御に更新した10A系電車（改造工事の節を参照）についても記述する。

## 概要
1973年3月に谷町線での急行運転を想定した試作車として、まず2001-2301-2401-2501の20系（初代）4両が全電動車方式で製造された。同年3月から9月にかけては谷町線および中央線において各種試験が実施されて好成績を収めたが、従来を上回る高速運転を主内容とする急行運転計画は、局内でも発言力の大きな土木・保線部門（特に電力課）の反対で取り下げられ、当初計画されていた最高速度100km/hでの高速運転試験を実施することもなく、当初の使途を失い宙に浮いた形となった。
しかし、当時最新の回生制動機能付き電機子サイリスタ・チョッパ制御器を搭載する同系列は速度の加減速制御を抵抗器による放熱に依存する在来の抵抗制御車と比較して走行時の放熱量が格段に少なく、当時増結に次ぐ増結と高密度運転の実施、そして近隣地域での過剰な地下水汲み上げに起因するトンネル内の温度上昇が深刻な問題となりつつあった御堂筋線におけるトンネル内温度上昇の抑止手段として注目を集めた。
このため、中間車4両を新造して8両編成への再編と10系への改番、それにこれまでの試験結果を反映した小改良を実施の上で御堂筋線への転用が決定され、1974年6月7日付で移籍手続きがとられた。もっとも、チョッパ制御車にはスイッチング素子であるサイリスタから漏洩する高調波ノイズによる軌道回路への干渉による誘導障害など特有の問題があり、実用化までにはその後もしばらく走行試験を繰り返して各種保安機器の正常動作を確認する必要があった。このため営業運転開始は1976年2月16日までずれ込み、10系01編成は暫定的に御堂筋線内限定運用とされ、主に中津 - 天王寺間で営業運転が開始された。
また、走行時の放熱が少ないことから日本の地下鉄事業者かつ第三軌条式車両では初となる車両冷房の搭載も行われた。
その後、御堂筋線の輸送力増強および新線開業に伴う車両捻出を名目として、1979年より冷房装置を搭載した量産車の製造が開始され、全線および北大阪急行電鉄南北線への乗り入れを開始し、1989年までに9両編成26本、合計234両が出そろった。
なお、本形式は一貫して御堂筋線で使用され、他線区への導入および転出は行われなかった。

## 車両概説

### 車体
30系のレイアウトを踏襲する、アルミ合金製18m級両開き4扉車体を備える。
側窓配置も30系に準じ、運転台付きの1100・1800形がdD2D2D2D1（d:乗務員扉、D:乗降扉）、それ以外が1D2D2D2D1である。
ただし、工作の簡易化による生産性の向上を重視して両肩が垂直に断ち切られる単一Rの屋根断面を採用した30系前期車と異なり、アルミ材の押し出し技術の進歩によって大型押し出し型材の使用が可能となったため、屋根の両肩の部分でRを段階的に変更する、すっきりした屋根形状が実現した。
前面については連結して通り抜ける必要がないことと、運転台の居住性改善の見地から前面の扉位置を左の車掌台側に寄せる左右非対称配置とされたが、堺筋線用60系のデザインラインが取り入れられ、周縁にFRP製の縁飾りを設けた、いわゆる額縁スタイルのデザインとなった。
このデザインは、初代20系では窓下部に縞模様の加工を施したアルミ板を貼付し、前照灯2基を中央上部に並べて埋め込み、さらに中央に垂直にパイプ状の装飾を取付けたデザインとなっていたが、02編成以降の増備車では前照灯を左右両端に振り分けて標識灯と並べ、左右の前面窓を上方に大型化して縁飾りぎりぎりまで拡大し、前照灯および標識灯を方向幕の上部のブラックパネル化した部分に埋め込む、という同時期の国鉄201系電車に呼応するデザインに改良されている。
なお、大がかりな冷却機構を必要とするチョッパ制御器を搭載するため、本系列の台車中心間隔は分岐器の許容する最大値である12,400mmと30系よりも900mm拡大されており、このため乗降扉の開口部を台枠の枕梁と重ならないように逃がして設計することで強度と軽量化のバランスをとっていた30系に比べ、強度確保のためにやや車体重量が増大していることが見て取れる。
また、車内については、初代20系は30系のFRP製座席を踏襲したが、量産車では自動車用に開発された軽量座席詰物を使用する一般型の座席に変更され、初代20系も01編成への組み替え時に変更されている他、車両間の風の通り抜けによる保温効果や冷房効果の低下を防ぐべく、各車の妻面に自動閉め装置付き妻引戸が設けられている。

### 冷房装置

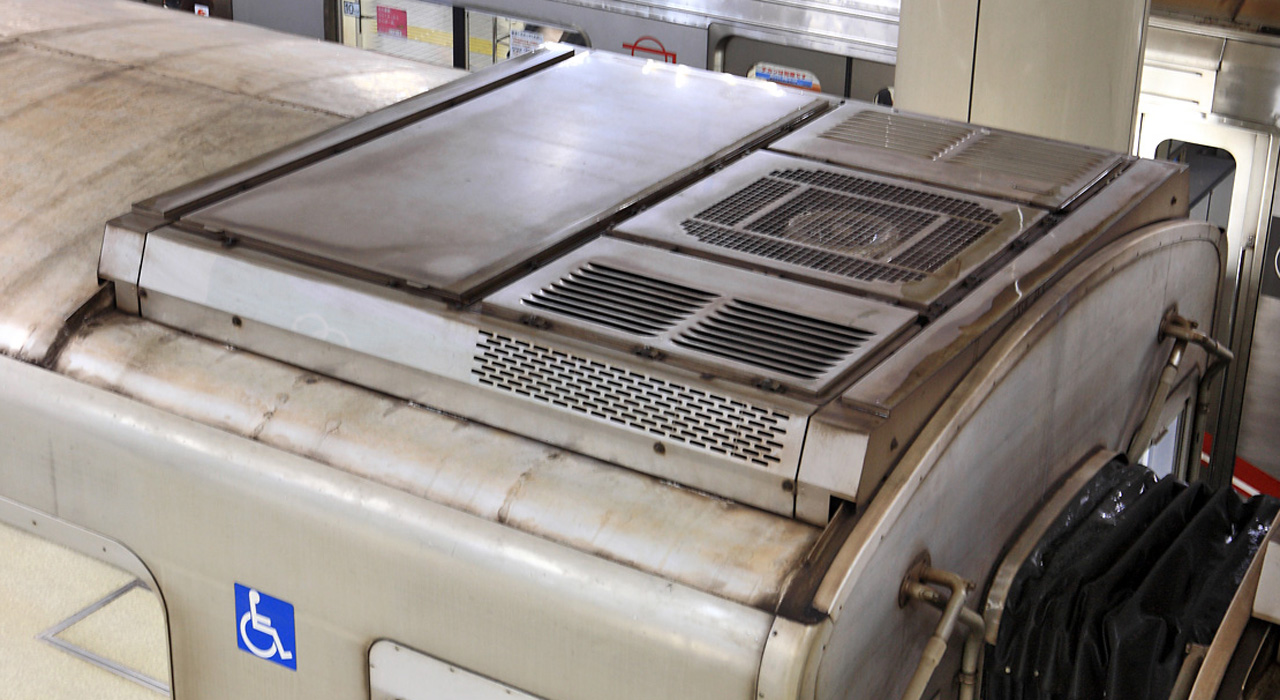
冷房装置

本系列は低発熱の電機子チョッパ制御車であるため、従来の抵抗制御車では発熱によるトンネル内温度上昇抑止の観点から局内で長らくタブーとされてきた、車両冷房を実施しても特に問題とはならない、と見なされた。
それゆえ初代20系の設計段階より、将来の冷房化を念頭に置いて屋根上両端のシロッコファンと車内天井に設けられたラインフローファンを組み合わせた強制通風方式を採用していたが、冷房化が社会的に強く要請され始めた1977年に、来るべき量産車用のデータ収集を目的として1501に電機メーカー2社の手による試作冷房装置を搭載して評価試験を実施したところ、良好な成績が得られたため、以後本系列の量産に当たってはその成果を反映して厚さ405mmと超薄型の三菱電機製CU-74・74A、あるいは東芝製RPU6001・6001Aが標準搭載されるように変更され、非冷房の01編成も1979年の量産車就役開始にあわせて冷房搭載工事が施工された。
その後、本形式の冷房装置は増備の度に細かな改良が加えられ、更に1986年に新造された第17編成以降およびそれ以前の編成に増結車として組み込まれた1900形では、内部構成の見直しで300mmと約74%にまで厚さを縮小した20系（2代目）用新型冷房機である三菱電機CU-74C・74C-1および東芝RPU4410が搭載され、これに伴い、車内見付けも20系（2代目）と同様に冷房機搭載部分の冷風吹き出し口が普通のスリット構造に変更されることで改善されている。

### 機器類
本系列の電動車は主制御器を搭載されるM1と電動発電機や空気圧縮機といった補機を搭載されるM2でペアを組み、制御器1基で2両分8基の主電動機を制御する1C8M方式が採用されている。
主電動機は端子電圧375V時定格出力130kWの東芝SE-617Aが採用された。この電動機は元来、谷町線での高速運転の実施を考慮して弱め界磁率35%に対応する高回転数形の直流直巻電動機として設計されたものであり、加速性能と高速運転性能の両立を図って歯数比は6.19に設定された。なお、弱め界磁率35%設定は、御堂筋線での10両連結運転実施にあたり、6M4T編成化に起因する走行性能低下の抑止に活用されることとなった。駆動システムは従来通りのWNドライブである。定格速度は38km/hである。
この電動機はチョッパ制御車で使用することから特に徹底した脈流対策を施し、長期間のメンテナンスフリーを目的として中間無給油式の新型軸受が採用されたものである。初代20系の段階で既に完成段階にあり、量産途上でSE-617Bに変更されているがその差異はごく僅かである。
本系列の最も重要な新機軸であった電機子チョッパ制御器は、冷房機と同様、当時チョッパ制御器開発でしのぎを削っていた日立製作所と三菱電機による競作となった。
まず、初代20系では日立がCH-MR121、三菱がCFM-138-7.5RHを各1セット納入し、それぞれ2301・2401に搭載された。これらはいずれも直流750V電化で極めて条件の厳しい大阪市交の使用条件に適した、定格が2500V耐圧で400A、ターンオフタイムが40μsの第2世代逆導通サイリスタ素子が採用されている。これにより、主サイリスタを従来の1200 - 1300V耐圧素子による2直列4並列(2S4P)構成から1直列4並列(1S4P)構成とすることで、床下で最も大きな容積を必要とする主回路を大幅にコンパクト化することに成功した。
この2500V耐圧逆導通サイリスタは1973年の実用化後、次世代素子であるGTOサイリスタが一般化した1980年代初頭まで、その高耐圧と高速スイッチング特性ゆえに約10年に渡って日本の鉄道車両用チョッパ制御器の標準電力変換素子として広く普及した、優秀なスイッチング素子であるが、その揺籃となったのは本系列と営団6000系電車試作車であった。
本系列の制御器はこの2500V耐圧逆導通サイリスタを基準周波数175Hz、合成周波数350Hzで動作させる2相1重構成とし、主回路構成を極力コンパクト化する必要から、回生制動時のチョッパ回路の構成を簡素な一定弱め界磁方式としてあったのも特徴である。
このチョッパによる定電圧・定電流制御の組み合わせで力行・回生制御がスムーズに実現され、抵抗を廃したことにより従来の30系と比較して走行時の発熱量は激減した。
この制御システムは当初ATCや軌道回路への高調波対策で幾つかの問題が発生したが、それらへの対策後はおおむね順調に稼働し、初代20系の御堂筋線転用時にもほぼそのまま踏襲された。
続く量産車では、日立製がCH-MR121、三菱製がTHB-2L-5となった。日立製は試作分と同一型番とされたが、実際はオリジナルとは異なっている。いずれも誘導ノイズ漏洩による軌道回路の障害対策として、干渉を避けるべくサイリスタの基準周波数が200Hz、合成周波数が400Hzにそれぞれ引き上げられ、さらに04編成用以降は冷却システムがコンパクトかつ高効率でメンテナンス面でも有利なフロン沸騰冷却方式に変更されている。
集電靴はそれぞれM1は両台車に1セットずつ計2セット、M2はM1寄りの台車に1セット搭載しており、分岐器などの非通電区間を通過する際の集電や回生制動時の離線による回生失効抑止を行えるように設計してある。
もっとも、この構成ではM2と反対側にあるM1の台車の集電靴とM2の集電靴の距離がき電区間の境界に設けられたデッドセクションの間隔よりも長くなるため、ここを通過中にいずれかのき電区間が停電した場合に、M1とM2の間の母線引き通しが原因で変電施設に悪影響が及ぶ危険性がある。このため、き電区間を短絡することによる事故の発生を防止すべく、いずれか1区間が停電した場合に動作する遮断器がM2に搭載されており、この保安機構は同様の構成を採る以後の各系列にも踏襲されている。

### 台車
台車はすべて住友金属工業製である。
30系のEO-30/DO-30系台車を基本としつつ、2本のコイルバネを並列に並べてあった左右の枕バネをダイアフラム形空気バネに置き換えた、インダイレクトマウント方式によるノースイングハンガー軸バネ式台車であるDS-10が採用され、座席の改良もあって、30系と比較して大幅な乗り心地の改善が実現した。
また、試作段階で異種金属製リング圧入式の防音波打車輪を一部台車に装着したところ、曲線通過時のきしり音の低減に効果があったことから、量産車ではこれが正式採用となっている。

### ブレーキ
チョッパ制御器による電力回生ブレーキが付加されたため、30系のOEC-1全電気指令式ブレーキシステムを基本としつつ、これに回生制動との電空同期機能を付加したOEC-2が採用されている。これはOEC-1の使用実績を受けてメンテナンスフリー化の徹底が図られ、フェイルセーフ性の向上が図られるなど、第2世代の全電気指令式ブレーキとして完成されたものであり、誘導電動機の特性に合わせて改良を施した20系用のOEC-3、電空演算を行い、極力付随車の空気ブレーキを使用しないように制御するように変更されたOEC-4と続く一連の大阪市交通局所属車両のブレーキシステムの基本を確立した、重要なシステムである。

## 製造・運用

### 初代20系（1973年）
2001・2301・2401・2501

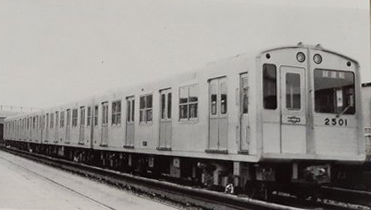
初代20系

谷町線での急行運転を想定した試作車両として4両1編成を製造。
※以下、c表記は運転台を、'表記は簡易運転台を、そしてe表記は蓄電池を、p表記は空気圧縮機を、それぞれ無印の車両に対し追加した仕様の車両であることを示す。
|      |      |      |      |
| 2001 | 2301 | 2401 | 2501 |
| M2ec | M1   | M1   | M2ec |

### 量産先行車（1975年）
1001・1301・1601・1501

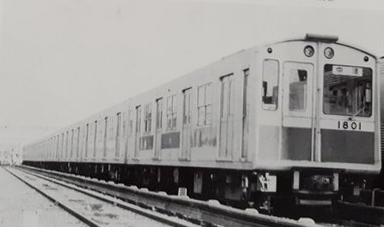
10系第01編成

10系中間車4両を製造し、初代20系の4両を改番編入して8両の01編成となる。
|             |   |      |      |   |             |   |      |   |             |   |      |   |             |
| 2001 ↓ 1101 | + | 1001 | 1301 | + | 2301 ↓ 1201 | + | 1601 | + | 2401 ↓ 1401 | + | 1501 | + | 2501 ↓ 1801 |
| M2ec        |   | M1   | M2p  |   | M1'         |   | T'   |   | M1          |   | M2   |   | Tec         |

### 1次量産車（1979年 - 1984年）
02F - 16F
1次量産車として、02 - 16編成の8両15編成120両が製造された。

### 2次量産車（1986年 - 1989年）
1986年 - 1989年
17F - 26F
1987年（昭和62年）の我孫子駅 - 中百舌鳥駅間の開業にあわせ、1986年から1989年にかけて17 -26編成の10編成90両が製造された。
この製造分より新たに1900形付随車 (T) が加わり9両編成となる。編成中の1900形の組込位置は、電動車ユニットと検車区での編成分割の制約から、1000形と1300形の間となった。01編成の段階ですでに9両編成化を見越して1700形を欠番としていたにもかかわらず1900形と付番されたのは、この段階で10両編成化が計画されていたためであった。薄型の新型冷房機が搭載され車体は従来よりも大型の押し出し形材が採用されるなど20系（2代目）の開発成果がフィードバックされ、見栄えの改善が図られている。従来車に比べサッシの縁は薄く、側面の車両番号はプレートから切り抜き文字に変更された。
1987年
1901 - 1916
既存の01 - 16編成についても1900形を1987年に16両製造し9両化された。
増結用の1900形16両は17編成以降と同じ車体構造であるが、車両番号は従来車に合わせたプレート式としている。
|      |      |   |      |   |      |      |      |      |      |      |
| 1100 | 1000 | + | 1900 | + | 1300 | 1200 | 1600 | 1400 | 1500 | 1800 |
| M2ec | M1   |   | T    |   | M2p  | M1'  | T'   | M1   | M2   | Tec  |

1973年製造の初代20系編入車を含め、1989年（平成元年）までに9両編成26本（234両）が製造された。

### 10両編成化に伴う組み換え

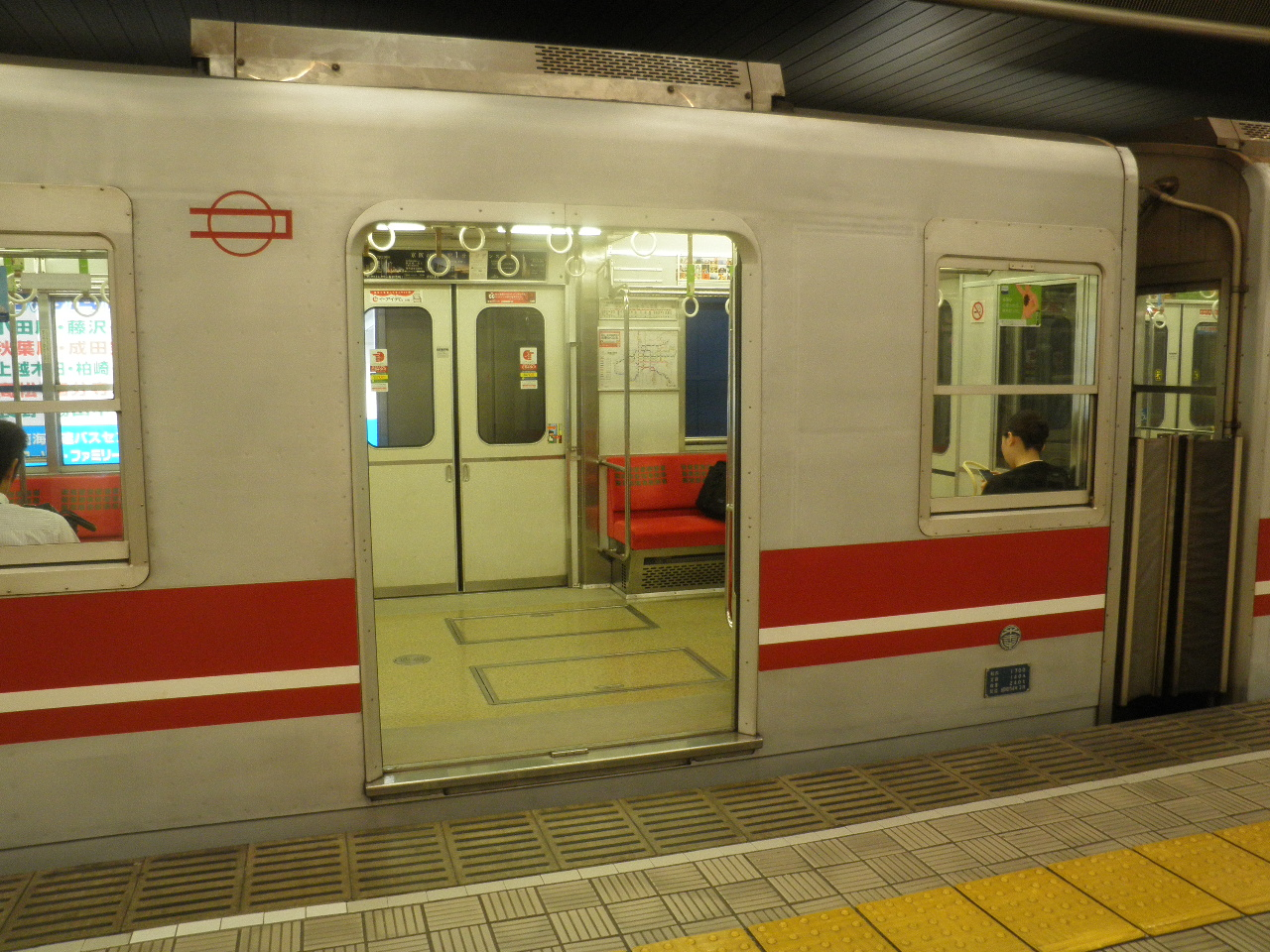
クーラーが少し中央寄りにある1717の運転室撤去跡

1995年（平成7年）から1996年（平成8年）にかけて、輸送力増強を目的に10両編成化が行われた。本系列の10両化にあたっては、21系10両編成3本を新造のうえ、01 - 03編成を分割し、以下の通り増結用中間車（1700形）に改造することとなった。
- 1000形1001 - 1003・1200形1201 - 1203・1300形1301 - 1303・1400形1401 - 1403・1500形1501 - 1503…電装解除の上で1700形1704・1710・1711・1705・1712・1713・1706・1718・1719・1707・1714・1715・1708・1720・1721へ改造
- 1600形1601 - 1603…簡易運転台撤去の上で1700形1709・1722・1723へ改造
- 1900形1901 - 1903…1700形1724 - 1726へ改番[注釈 18]
- 1800形1802・1803…中間車化・空気圧縮機および蓄電池撤去の上で1700形1716・1717へ改造
- 1100形1101 - 1103・1800形1801の先頭車4両は廃車解体された。

1700形（4号車）には、4番ドア連結部に10系で初めて車椅子スペースが設置され、ロングシート3人掛け1箇所が撤去された。なお、1716（元1802）・1717（元1803）は、運転台部分の切断・撤去と新造客室部分の溶接を実施され中間車となったが、冷房装置の位置は先頭車時代のままとなっている（画像参照）。
|      |      |      |      |      |      |   |      |   |      |      |      |
| 1100 | 1000 | 1900 | 1300 | 1200 | 1600 | + | 1700 | + | 1400 | 1500 | 1800 |
| M2ec | M1   | T    | M2p  | M1'  | T'   |   | T    |   | M1   | M2   | Tec  |

## 改造工事

### 更新工事・10A系化（VVVF化）工事

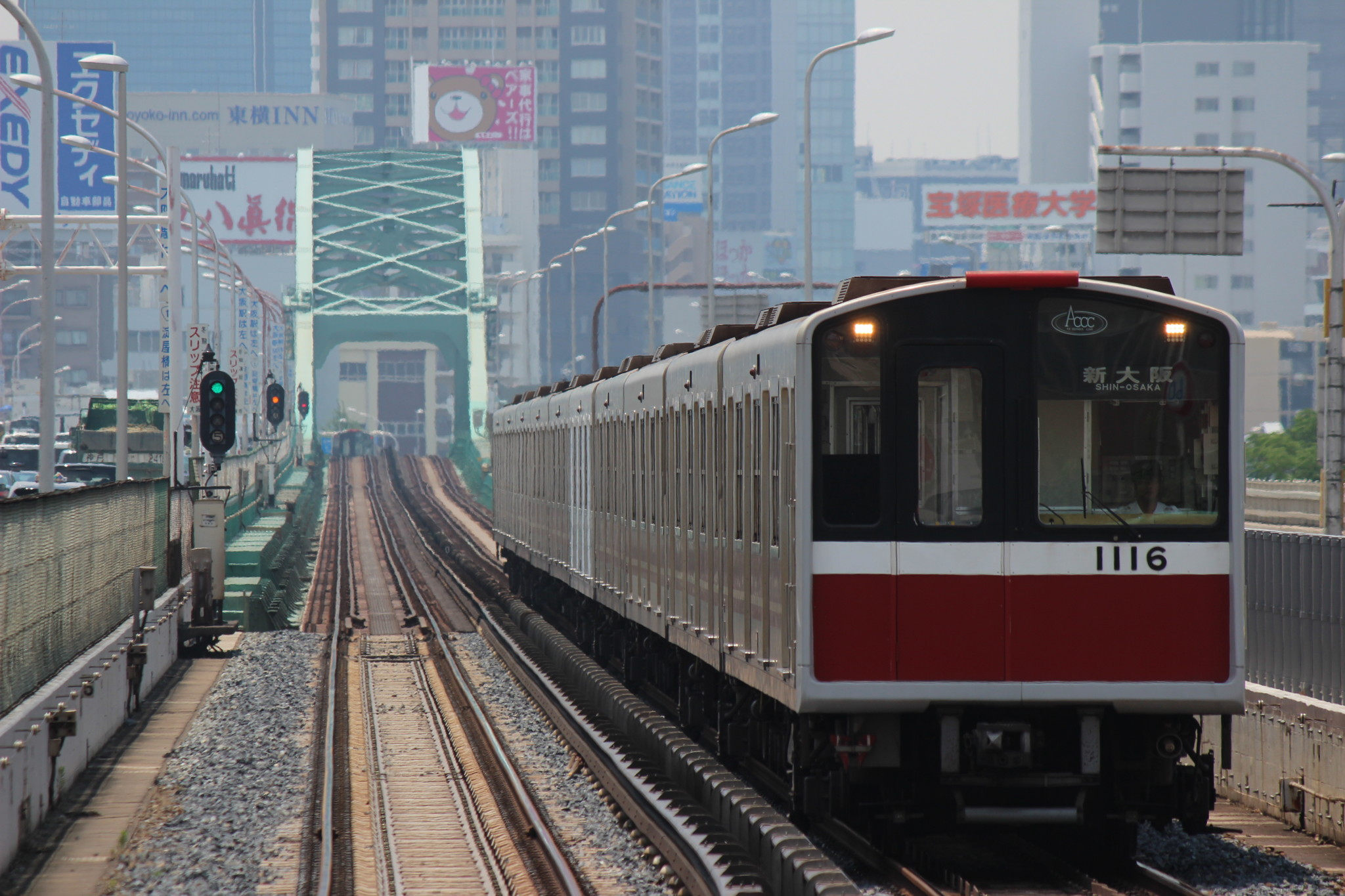
10系更新車

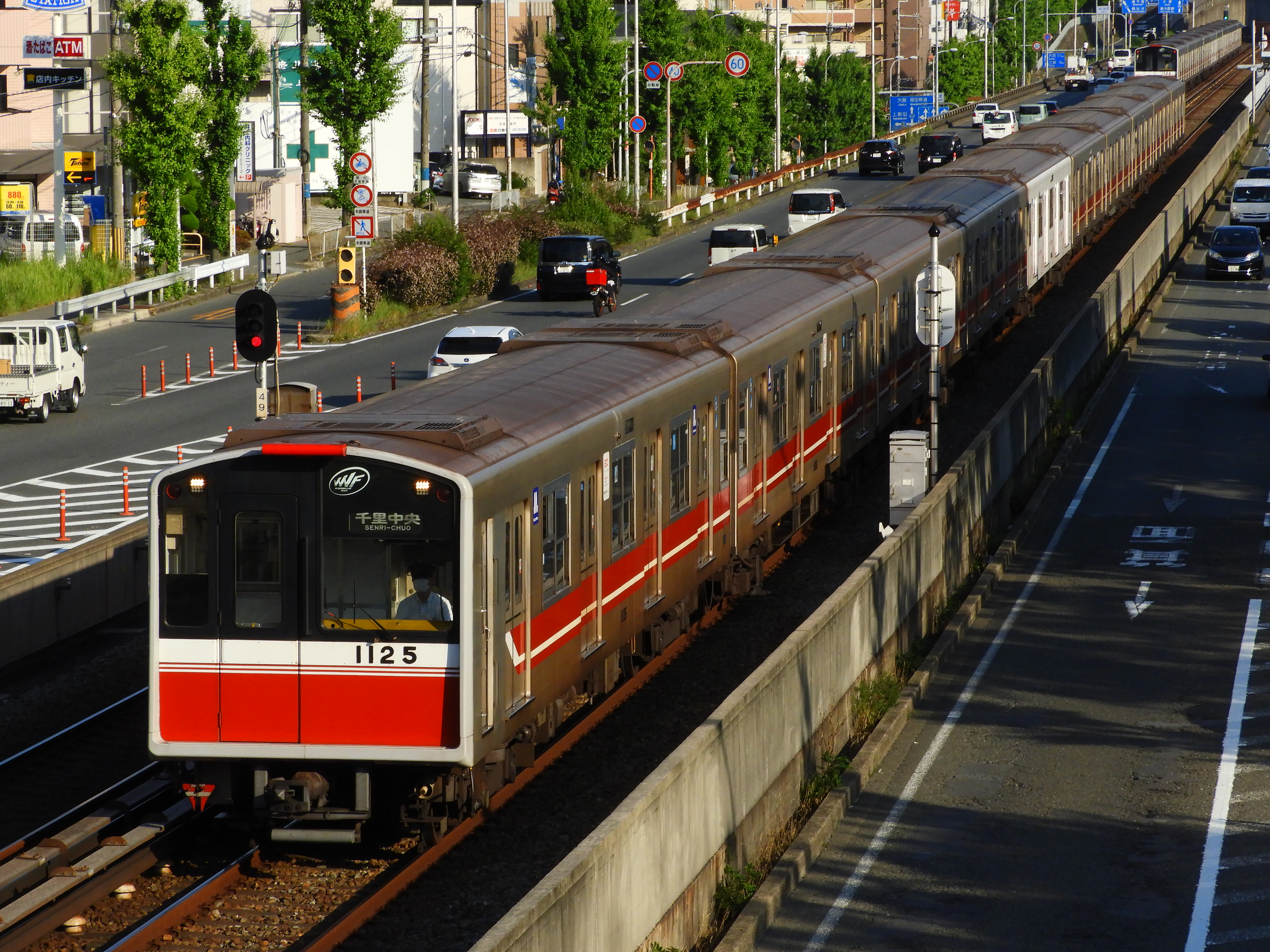
更新で10A系となった1125F

1998年（平成10年）から2003年（平成15年）にかけて、05編成 - 18編成を対象に、内外装や各種機器の更新工事が行われた。翌年からの中央線20系・24系のワンマン・高速化改造に伴う中断の後、2006年（平成18年）に更新された23編成より、IGBT素子VVVFインバータ制御装置への更新が開始され、10A系となった。17編成・18編成については、追加で10A系化改造が行われ、最終的に17編成 - 26編成が10A系化された。
なお、10A系化後も車両番号に変更はない。また、最後まで未更新で残った04編成は、2011年に廃車となっている（後述）。
更新工事の主な内容は次のとおりである。

#### 外装
- 先頭車前面上部のFRP外縁内アルミ合金露出部を黒色に塗装
- 車体外板の洗浄
- 側面帯のデザインを、先頭部が斜めに切り上がった白のライン入りとし、乗降扉を含む連続貼付に変更
- 側面行先表示器の設置
- 大阪市高速鉄道のシンボルマーク貼付位置を、新20系と同じ戸袋部2か所に変更[注釈 21]
- 正面運転席窓上部への「ACCC 10 SERIES CAR」ロゴ貼付[注釈 22]
- 10A系化改造車は「VVVF 10 SERIES CAR Rebirth」ロゴを貼付し、正面に白のストライプを2本追加（画像参照）

#### 内装

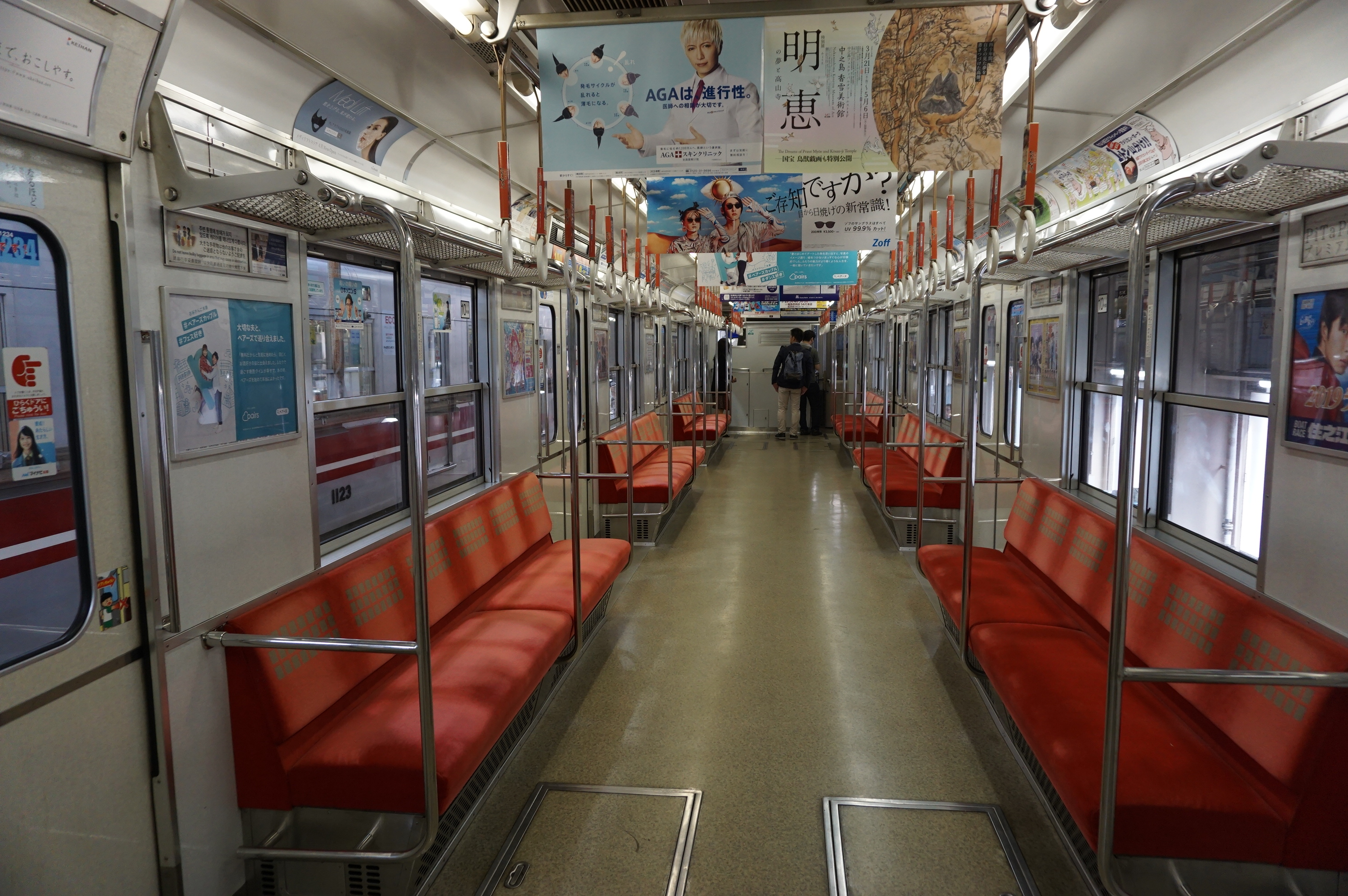
更新工事後の車内

- モケットの交換（茶系色→赤色、優先座席は青色）
- 化粧板の交換（白色→グレー）
- 床材の交換（茶色→グレー）
- カーテンの交換
- 車内案内表示装置およびドア開閉チャイムの設置
- 車椅子スペースの設置
- 座席中央部にスタンションポール（握り棒）を設置[注釈 23]
- 乗降扉付近の吊り革増設（2003年に更新工事を施工した18編成から実施[13][14]）

#### 各種機器
- 冷房装置の冷却能力1割向上（23.25kW→25.58kW）
- 車内スピーカーの更新
- 電気笛の音色変更[注釈 24]
- 制御装置の電子部品交換（1998年 - 2003年）
- 制御装置のIGBT素子VVVFインバータ制御装置（日立または三菱製）への更新と主電動機の三相誘導電動機への交換による10A系化（2006年 - 2011年）
- 10A系（17編成 - 26編成）は、付随車1900形が電動車1900A形、制御電動車1100形が制御付随車1100A形、電動車1300形が付随車1300A形に変更され、5M5T編成となった（下表）。電動車と付随車の位置は新20系や後に登場した30000系と同じであるが、1400A形は2200形・30200形、1500A形は2300形・30300形相当である点が異なる[15]。

| 1100A | 1000A | 1900A | 1300A | 1200A | 1600A | 1700A | 1400A | 1500A | 1800A |
| Tec1  | Ma1   | Mb1   | Tbp   | Ma1'  | T'    | T     | Ma2   | Mb2   | Tec2  |

### その他の改造
2015年より、前照灯が電球色LEDに換装されている。

## 廃車

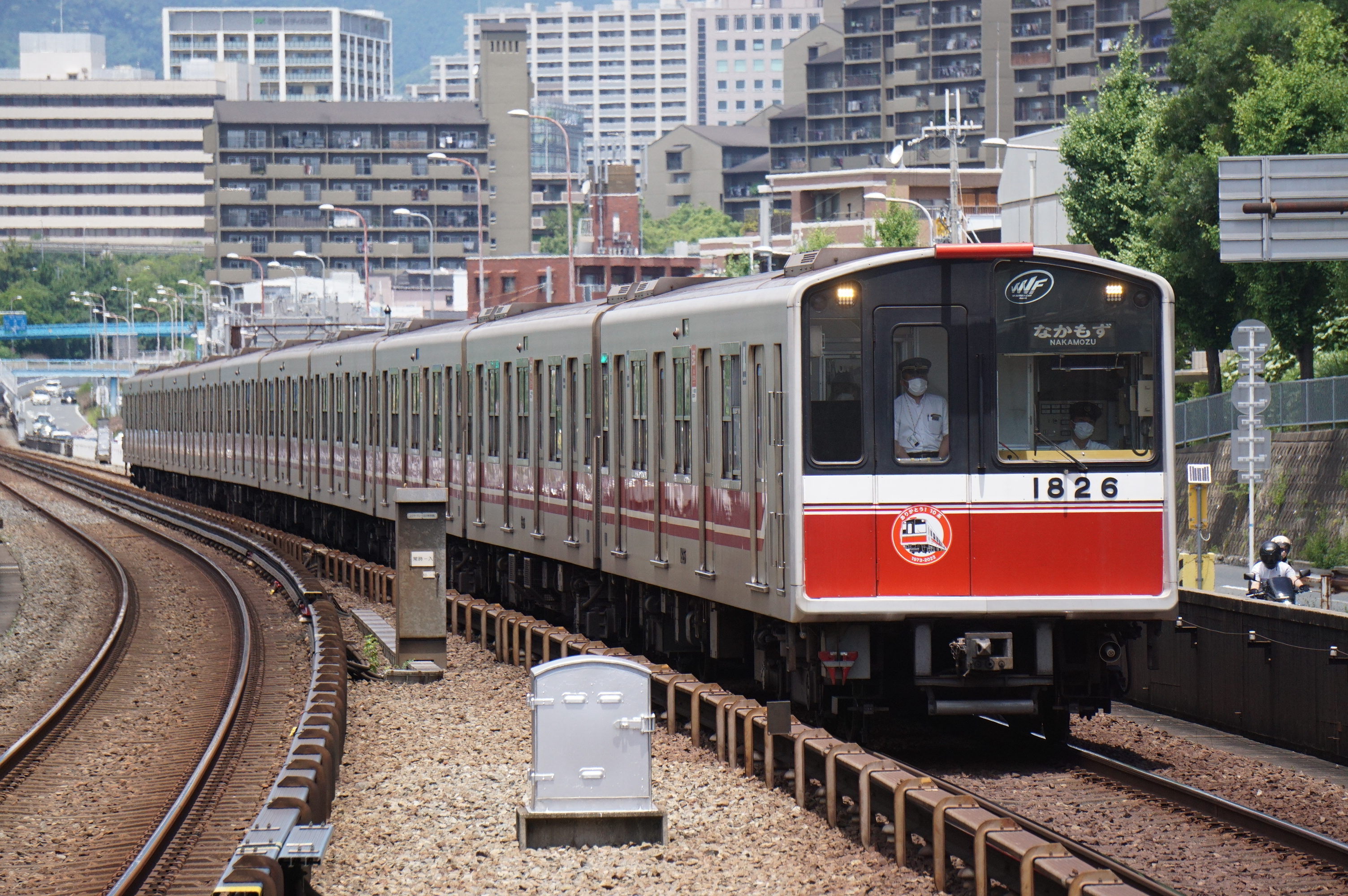
引退ヘッドマークを付けた1126F

1101F - 1103Fは、前述のとおり10両組み替えの際に編成が分解されて1104F以降の1700形として編成に組み込まれ、一部先頭車（1101・1102・1103・1801）は廃車となった。また、10系更新時は御堂筋線の編成が1編成不足することから、その補充のため21系1本（21618F）が1998年（平成10年）に新造されたが、10系の更新は2011年4月に終了し、1本が余剰となることから、最後まで未更新で残った04編成は2011年3月31日付で廃車され、1104先頭部を残して解体された。
その後、2011年12月からは御堂筋線用30000系の導入による更新車の置き換えが始まり、10系は1107Fを皮切りに1105F・1108F・1106F・1114F・1109F・1115F・1110F・1116F・1111F・1112F・1113Fの順で廃車され、2020年7月に10系チョッパ車は全廃となった。
また、2019年度からは10A系も廃車が進められ、同年度に1118Fが、2020年度に1117Fが、2021年度に1120F・1119F・1122F・1121F・1123Fが、2022年度に1124F・1125Fが廃車となった。
その後、最後まで残った1126Fも2022年7月4日を最後に営業運転を終了し、翌5日付けで廃車となった。10系の営業運転終了により、我孫子検車場に入線経験のある車両は営業線上から姿を消した。

## 保存
先述の1104の先頭部カットボディが緑木車両工場で保存されている。通常は非公開であるが、緑木車両工場のイベントで公開されている。

## 編成
| 御堂筋線 10系・10A系編成一覧 |          |                             |            |                  |            |            |            |                  |            |                  |                  |            |                  |                      |          |                |                                   |
| \| 系列 \| 編成番号 \| 竣工年月 \| メーカー \| 1100 \| 1000 \| 1900 \| 1300 \| 1200 \| 1600 \| 1700 \| 1400 \| 1500 \| 1800 \| 更新竣工 \| 改造所 \| 廃車 \| 備考 \| \| 系列 \| 編成番号 \| 竣工年月 \| メーカー \| M2ec \| M1 \| T \| M2p \| M1' \| T' \| T \| M1 \| M2 \| Tec \| 更新竣工 \| 改造所 \| 廃車 \| 備考 \| \| ----- \| -------- \| --------------------------- \| ---------- \| ---------------- \| ---------- \| ---------- \| ---------- \| ---------------- \| ---------- \| ---------------- \| ---------------- \| ---------- \| ---------------- \| -------------------- \| -------- \| ------------------ \| --------------------------------- \| \| 10系 \| 01 \| 1973年10月12日 1975年6月9日 \| 川崎重工業 \| 2001 →1101 →廃車 \| 1001 →1704 \| 1901 →1724 \| 1301 →1706 \| 2301 →1201 →1705 \| 1601 →1709 \| - \| 2401 →1401 →1707 \| 1501 →1708 \| 2501 →1801 →廃車 \| - \| ー \| 1995年9月27日[20] \| 10両化組替で消滅 余剰車は解体 \| \| 10系 \| 02 \| 1979年3月30日 \| 日本車輛 \| 1102 →廃車 \| 1002 →1710 \| 1902 →1725 \| 1302 →1718 \| 1202 →1712 \| 1602 →1722 \| - \| 1402 →1714 \| 1502 →1720 \| 1802 →(1716) \| - \| ー \| 1996年7月18日[20] \| 10両化組替で消滅 余剰車は解体 \| \| 10系 \| 03 \| 1979年3月30日 \| 日本車輛 \| 1103 →廃車 \| 1003 →1711 \| 1903 →1726 \| 1303 →1719 \| 1203 →1713 \| 1603 →1723 \| - \| 1403 →1715 \| 1503 →1721 \| 1803 →(1717) \| - \| ー \| 1996年7月18日[20] \| 10両化組替で消滅 余剰車は解体 \| \| 10系 \| 04 \| 1979年3月30日 \| 日立製作所 \| 1104 \| 1004 \| 1904 \| 1304 \| 1204 \| 1604 \| 1001 →1704 \| 1404 \| 1504 \| 1804 \| - \| ー \| 2011年3月31日 \| 1104前頭部以外解体 \| \| 10系 \| 05 \| 1979年4月27日 \| 日本車輛 \| 1105 \| 1005 \| 1905 \| 1305 \| 1205 \| 1605 \| 2301 →1201 →1705 \| 1405 \| 1505 \| 1805 \| 1999年11月8日 \| 近畿車両 \| 2014年6月20日[20] \| 全車解体 \| \| 10系 \| 06 \| 1979年5月28日 \| 日立製作所 \| 1106 \| 1006 \| 1906 \| 1306 \| 1206 \| 1606 \| 1301 →1706 \| 1406 \| 1506 \| 1806 \| 1998年11月17日 \| 近畿車両 \| 2016年12月2日[20] \| リニューアル第１号編成 全車解体 \| \| 10系 \| 07 \| 1979年10月5日 \| 川崎重工業 \| 1107 \| 1007 \| 1907 \| 1307 \| 1207 \| 1607 \| 2401 →1401 →1707 \| 1407 \| 1507 \| 1807 \| 2000年9月27日 \| アルナ \| 2013年6月20日[20] \| 全車解体 \| \| 10系 \| 08 \| 1979年10月22日 \| 川崎重工業 \| 1108 \| 1008 \| 1908 \| 1308 \| 1208 \| 1608 \| 1501 →1708 \| 1408 \| 1508 \| 1808 \| 1999年8月4日 \| アルナ \| 2015年3月30日[20] \| 全車解体 \| \| 10系 \| 09 \| 1979年11月12日 \| 東急車両 \| 1109 \| 1009 \| 1909 \| 1309 \| 1209 \| 1609 \| 1601 →1709 \| 1409 \| 1509 \| 1809 \| 2000年6月28日 \| 近畿車両 \| 2017年7月13日[20] \| 全車解体 \| \| 10系 \| 10 \| 1980年11月17日 \| 近畿車両 \| 1110 \| 1010 \| 1910 \| 1310 \| 1210 \| 1610 \| 1002 →1710 \| 1410 \| 1510 \| 1810 \| 1999年2月22日 \| アルナ \| 2018年3月30日[20] \| 全車解体 \| \| 10系 \| 11 \| 1980年12月17日 \| 近畿車両 \| 1111 \| 1011 \| 1911 \| 1311 \| 1211 \| 1611 \| 1003 →1711 \| 1411 \| 1511 \| 1811 \| 2000年12月21日 \| 近畿車両 \| 2019年7月19日[16] \| 全車解体 \| \| 10系 \| 12 \| 1983年2月1日 \| 日本車輛 \| 1112 \| 1012 \| 1912 \| 1312 \| 1212 \| 1612 \| 1202 →1712 \| 1412 \| 1512 \| 1812 \| 2001年7月4日 \| アルナ \| 2020年2月28日[16] \| 全車解体 \| \| 10系 \| 13 \| 1984年1月23日 \| 日本車輛 \| 1113 \| 1013 \| 1913 \| 1313 \| 1213 \| 1613 \| 1203 →1713 \| 1413 \| 1513 \| 1813 \| 2001年10月23日 \| 近畿車両 \| 2020年7月22日[17] \| 全車解体 \| \| 10系 \| 14 \| 1984年2月8日 \| 日本車輛 \| 1114 \| 1014 \| 1914 \| 1314 \| 1214 \| 1614 \| 1402 →1714 \| 1414 \| 1514 \| 1814 \| 2002年7月2日 \| 近畿車両 \| 2017年6月1日[20] \| 全車解体 \| \| 10系 \| 15 \| 1984年3月16日 \| 日本車輛 \| 1115 \| 1015 \| 1915 \| 1315 \| 1215 \| 1615 \| 1403 →1715 \| 1415 \| 1515 \| 1815 \| 2002年12月6日 \| アルナ \| 2017年10月11日[20] \| 全車解体 \| \| 10系 \| 16 \| 1984年7月23日 \| 日立製作所 \| 1116 \| 1016 \| 1916 \| 1316 \| 1216 \| 1616 \| 1802 →(1716) \| 1416 \| 1516 \| 1816 \| 2003年7月7日 \| アルナ \| 2018年8月1日[20] \| 全車解体 \| \| 系列 \| 編成番号 \| 竣工年月 \| メーカー \| 1100A \| 1000A \| 1900A \| 1300A \| 1200A \| 1600A \| 1700A \| 1400A \| 1500A \| 1800A \| 更新竣工 （10A系化） \| 改造所 \| 廃車 \| 備考 \| \| 系列 \| 編成番号 \| 竣工年月 \| メーカー \| Tec1 \| Ma1 \| Mb1 \| Tbp \| Ma1' \| T' \| T \| Ma2 \| Mb2 \| Tec2 \| 更新竣工 （10A系化） \| 改造所 \| 廃車 \| 備考 \| \| 10A系 \| 17 \| 1986年9月13日 \| 東急車両 \| 1117 \| 1017 \| 1917 \| 1317 \| 1217 \| 1617 \| 1803 →(1717) \| 1417 \| 1517 \| 1817 \| 2008年6月20日 \| アルナ \| 2020年7月14日[17] \| 2004年3月にリニューアル 全車解体 \| \| 10A系 \| 18 \| 1986年9月24日 \| 東急車両 \| 1118 \| 1018 \| 1918 \| 1318 \| 1218 \| 1618 \| 1302 →1718 \| 1418 \| 1518 \| 1818 \| 2008年3月4日 \| アルナ \| 2019年11月26日[16] \| 2003年11月にリニューアル 全車解体 \| \| 10A系 \| 19 \| 1987年3月18日 \| 近畿車両 \| 1119 \| 1019 \| 1919 \| 1319 \| 1219 \| 1619 \| 1303 →1719 \| 1419 \| 1519 \| 1819 \| 2009年10月8日 \| 近畿車両 \| 2021年7月14日[18] \| VVVF改造車 全車解体 \| \| 10A系 \| 20 \| 1987年3月18日 \| 近畿車両 \| 1120 \| 1020 \| 1920 \| 1320 \| 1220 \| 1620 \| 1502 →1720 \| 1420 \| 1520 \| 1820 \| 2009年5月14日 \| アルナ \| 2021年4月20日[18] \| VVVF改造車 全車解体 \| \| 10A系 \| 21 \| 1987年3月18日 \| 川崎重工業 \| 1121 \| 1021 \| 1921 \| 1321 \| 1221 \| 1621 \| 1503 →1721 \| 1421 \| 1521 \| 1821 \| 2010年10月20日 \| アルナ \| 2021年12月20日[18] \| VVVF改造車 全車解体 \| \| 10A系 \| 22 \| 1987年7月6日 \| 川崎重工業 \| 1122 \| 1022 \| 1922 \| 1322 \| 1222 \| 1622 \| 1602 →1722 \| 1422 \| 1522 \| 1822 \| 2010年3月25日 \| アルナ \| 2021年10月27日[18] \| VVVF改造車 全車解体 \| \| 10A系 \| 23 \| 1988年6月24日 \| 近畿車両 \| 1123 \| 1023 \| 1923 \| 1323 \| 1223 \| 1623 \| 1603 →1723 \| 1423 \| 1523 \| 1823 \| 2007年3月9日 \| アルナ \| 2022年1月17日[18] \| VVVF改造車 全車解体 \| \| 10A系 \| 24 \| 1988年7月9日 \| 近畿車両 \| 1124 \| 1024 \| 1924 \| 1324 \| 1224 \| 1624 \| 1901 →1724 \| 1424 \| 1524 \| 1824 \| 2011年4月18日 \| 近畿車両 \| 2022年4月27日[19] \| VVVF改造車 全車解体 \| \| 10A系 \| 25 \| 1989年6月5日 \| アルナ工機 \| 1125 \| 1025 \| 1925 \| 1325 \| 1225 \| 1625 \| 1902 →1725 \| 1425 \| 1525 \| 1825 \| 2007年10月15日 \| 近畿車両 \| 2022年5月27日[19] \| VVVF改造車 全車解体 \| \| 10A系 \| 26 \| 1989年6月23日 \| アルナ工機 \| 1126 \| 1026 \| 1926 \| 1326 \| 1226 \| 1626 \| 1903 →1726 \| 1426 \| 1526 \| 1826 \| 2008年12月1日 \| アルナ \| 2022年7月5日[19] \| VVVF改造車 全車解体 \| |          |                             |            |                  |            |            |            |                  |            |                  |                  |            |                  |                      |          |                |                                   |
| 系列 | 編成番号 | 竣工年月                    | メーカー   | 1100             | 1000       | 1900       | 1300       | 1200             | 1600       | 1700             | 1400             | 1500       | 1800             | 更新竣工             | 改造所   | 廃車           | 備考                              |
| 系列 | 編成番号 | 竣工年月                    | メーカー   | M2ec             | M1         | T          | M2p        | M1'              | T'         | T                | M1               | M2         | Tec              | 更新竣工             | 改造所   | 廃車           | 備考                              |
| 10系 | 01       | 1973年10月12日 1975年6月9日 | 川崎重工業 | 2001 →1101 →廃車 | 1001 →1704 | 1901 →1724 | 1301 →1706 | 2301 →1201 →1705 | 1601 →1709 | -                | 2401 →1401 →1707 | 1501 →1708 | 2501 →1801 →廃車 | -                    | ー       | 1995年9月27日  | 10両化組替で消滅 余剰車は解体     |
| 10系 | 02       | 1979年3月30日               | 日本車輛   | 1102 →廃車       | 1002 →1710 | 1902 →1725 | 1302 →1718 | 1202 →1712       | 1602 →1722 | -                | 1402 →1714       | 1502 →1720 | 1802 →(1716)     | -                    | ー       | 1996年7月18日  | 10両化組替で消滅 余剰車は解体     |
| 10系 | 03       | 1979年3月30日               | 日本車輛   | 1103 →廃車       | 1003 →1711 | 1903 →1726 | 1303 →1719 | 1203 →1713       | 1603 →1723 | -                | 1403 →1715       | 1503 →1721 | 1803 →(1717)     | -                    | ー       | 1996年7月18日  | 10両化組替で消滅 余剰車は解体     |
| 10系 | 04       | 1979年3月30日               | 日立製作所 | 1104             | 1004       | 1904       | 1304       | 1204             | 1604       | 1001 →1704       | 1404             | 1504       | 1804             | -                    | ー       | 2011年3月31日  | 1104前頭部以外解体                |
| 10系 | 05       | 1979年4月27日               | 日本車輛   | 1105             | 1005       | 1905       | 1305       | 1205             | 1605       | 2301 →1201 →1705 | 1405             | 1505       | 1805             | 1999年11月8日        | 近畿車両 | 2014年6月20日  | 全車解体                          |
| 10系 | 06       | 1979年5月28日               | 日立製作所 | 1106             | 1006       | 1906       | 1306       | 1206             | 1606       | 1301 →1706       | 1406             | 1506       | 1806             | 1998年11月17日       | 近畿車両 | 2016年12月2日  | リニューアル第１号編成 全車解体   |
| 10系 | 07       | 1979年10月5日               | 川崎重工業 | 1107             | 1007       | 1907       | 1307       | 1207             | 1607       | 2401 →1401 →1707 | 1407             | 1507       | 1807             | 2000年9月27日        | アルナ   | 2013年6月20日  | 全車解体                          |
| 10系 | 08       | 1979年10月22日              | 川崎重工業 | 1108             | 1008       | 1908       | 1308       | 1208             | 1608       | 1501 →1708       | 1408             | 1508       | 1808             | 1999年8月4日         | アルナ   | 2015年3月30日  | 全車解体                          |
| 10系 | 09       | 1979年11月12日              | 東急車両   | 1109             | 1009       | 1909       | 1309       | 1209             | 1609       | 1601 →1709       | 1409             | 1509       | 1809             | 2000年6月28日        | 近畿車両 | 2017年7月13日  | 全車解体                          |
| 10系 | 10       | 1980年11月17日              | 近畿車両   | 1110             | 1010       | 1910       | 1310       | 1210             | 1610       | 1002 →1710       | 1410             | 1510       | 1810             | 1999年2月22日        | アルナ   | 2018年3月30日  | 全車解体                          |
| 10系 | 11       | 1980年12月17日              | 近畿車両   | 1111             | 1011       | 1911       | 1311       | 1211             | 1611       | 1003 →1711       | 1411             | 1511       | 1811             | 2000年12月21日       | 近畿車両 | 2019年7月19日  | 全車解体                          |
| 10系 | 12       | 1983年2月1日                | 日本車輛   | 1112             | 1012       | 1912       | 1312       | 1212             | 1612       | 1202 →1712       | 1412             | 1512       | 1812             | 2001年7月4日         | アルナ   | 2020年2月28日  | 全車解体                          |
| 10系 | 13       | 1984年1月23日               | 日本車輛   | 1113             | 1013       | 1913       | 1313       | 1213             | 1613       | 1203 →1713       | 1413             | 1513       | 1813             | 2001年10月23日       | 近畿車両 | 2020年7月22日  | 全車解体                          |
| 10系 | 14       | 1984年2月8日                | 日本車輛   | 1114             | 1014       | 1914       | 1314       | 1214             | 1614       | 1402 →1714       | 1414             | 1514       | 1814             | 2002年7月2日         | 近畿車両 | 2017年6月1日   | 全車解体                          |
| 10系 | 15       | 1984年3月16日               | 日本車輛   | 1115             | 1015       | 1915       | 1315       | 1215             | 1615       | 1403 →1715       | 1415             | 1515       | 1815             | 2002年12月6日        | アルナ   | 2017年10月11日 | 全車解体                          |
| 10系 | 16       | 1984年7月23日               | 日立製作所 | 1116             | 1016       | 1916       | 1316       | 1216             | 1616       | 1802 →(1716)     | 1416             | 1516       | 1816             | 2003年7月7日         | アルナ   | 2018年8月1日   | 全車解体                          |
| 系列 | 編成番号 | 竣工年月                    | メーカー   | 1100A            | 1000A      | 1900A      | 1300A      | 1200A            | 1600A      | 1700A            | 1400A            | 1500A      | 1800A            | 更新竣工 （10A系化） | 改造所   | 廃車           | 備考                              |
| 系列 | 編成番号 | 竣工年月                    | メーカー   | Tec1             | Ma1        | Mb1        | Tbp        | Ma1'             | T'         | T                | Ma2              | Mb2        | Tec2             | 更新竣工 （10A系化） | 改造所   | 廃車           | 備考                              |
| 10A系 | 17       | 1986年9月13日               | 東急車両   | 1117             | 1017       | 1917       | 1317       | 1217             | 1617       | 1803 →(1717)     | 1417             | 1517       | 1817             | 2008年6月20日        | アルナ   | 2020年7月14日  | 2004年3月にリニューアル 全車解体  |
| 10A系 | 18       | 1986年9月24日               | 東急車両   | 1118             | 1018       | 1918       | 1318       | 1218             | 1618       | 1302 →1718       | 1418             | 1518       | 1818             | 2008年3月4日         | アルナ   | 2019年11月26日 | 2003年11月にリニューアル 全車解体 |
| 10A系 | 19       | 1987年3月18日               | 近畿車両   | 1119             | 1019       | 1919       | 1319       | 1219             | 1619       | 1303 →1719       | 1419             | 1519       | 1819             | 2009年10月8日        | 近畿車両 | 2021年7月14日  | VVVF改造車 全車解体               |
| 10A系 | 20       | 1987年3月18日               | 近畿車両   | 1120             | 1020       | 1920       | 1320       | 1220             | 1620       | 1502 →1720       | 1420             | 1520       | 1820             | 2009年5月14日        | アルナ   | 2021年4月20日  | VVVF改造車 全車解体               |
| 10A系 | 21       | 1987年3月18日               | 川崎重工業 | 1121             | 1021       | 1921       | 1321       | 1221             | 1621       | 1503 →1721       | 1421             | 1521       | 1821             | 2010年10月20日       | アルナ   | 2021年12月20日 | VVVF改造車 全車解体               |
| 10A系 | 22       | 1987年7月6日                | 川崎重工業 | 1122             | 1022       | 1922       | 1322       | 1222             | 1622       | 1602 →1722       | 1422             | 1522       | 1822             | 2010年3月25日        | アルナ   | 2021年10月27日 | VVVF改造車 全車解体               |
| 10A系 | 23       | 1988年6月24日               | 近畿車両   | 1123             | 1023       | 1923       | 1323       | 1223             | 1623       | 1603 →1723       | 1423             | 1523       | 1823             | 2007年3月9日         | アルナ   | 2022年1月17日  | VVVF改造車 全車解体               |
| 10A系 | 24       | 1988年7月9日                | 近畿車両   | 1124             | 1024       | 1924       | 1324       | 1224             | 1624       | 1901 →1724       | 1424             | 1524       | 1824             | 2011年4月18日        | 近畿車両 | 2022年4月27日  | VVVF改造車 全車解体               |
| 10A系 | 25       | 1989年6月5日                | アルナ工機 | 1125             | 1025       | 1925       | 1325       | 1225             | 1625       | 1902 →1725       | 1425             | 1525       | 1825             | 2007年10月15日       | 近畿車両 | 2022年5月27日  | VVVF改造車 全車解体               |
| 10A系 | 26       | 1989年6月23日               | アルナ工機 | 1126             | 1026       | 1926       | 1326       | 1226             | 1626       | 1903 →1726       | 1426             | 1526       | 1826             | 2008年12月1日        | アルナ   | 2022年7月5日   | VVVF改造車 全車解体               |

- ■:先頭車 ■:簡易運転台付き中間車 ■:電動車
- 太字:2次量産車
- 斜字:量産先行車
- ():運転台を撤去し中間車化改造した車両

## ラッピング車両
編成を通してのラッピング
- 1112F：マルハン
- 1113F：リクルート

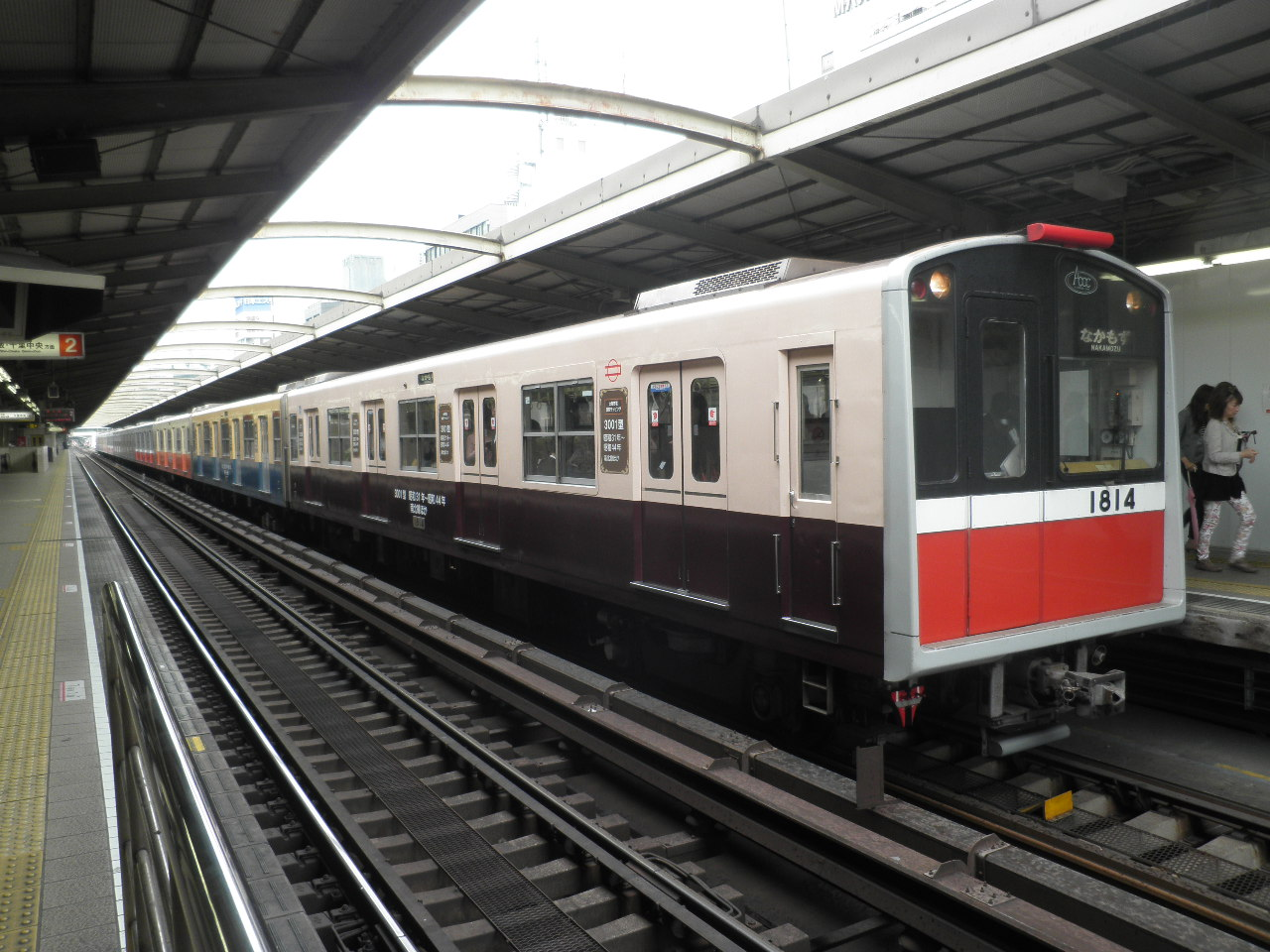
市営交通110周年記念ラッピング車

- 1114F：大阪市交通局110周年記念「復刻ラッピング列車」+連続テレビ小説『ごちそうさん』ラッピング（2014年9月まで、『ごちそうさん』のラッピングは放送終了に伴い同年3月末で解除。）
- 1121F：トヨタ・プリウス
- 1122F：大阪ガス、大阪ガス・EcoWill
- 1123F：アート引越センター、ペンタくん、マルハン